# Podops
Podops is een geslacht van wantsen uit de familie schildwantsen (Pentatomidae). Het geslacht werd voor het eerst wetenschappelijk beschreven door Francis de Laporte de Castelnau in 1833.

## Soorten
Het genus bevat de volgende soorten:

Subgenus Opocrates Horváth, 1883
- Podops annulicornis Jakovlev, 1877
- Podops curvidens A. Costa, 1843
- Podops rectidens Horváth, 1883

Subgenus Petalodera Horváth, 1883
- Podops buccatus Horváth, 1883
- Podops dilatata Fieber in Puton, 1873
- Podops tangirus (Fabricius, 1803)

Subgenus Podops Laporte de Castelnau, 1833
- Podops calligerus Horváth, 1887
- Podops inunctus (Fabricius, 1775)
- Podops retowskii Horváth, 1883